# Giorgio Pestelli
Giorgio Pestelli (né le 26 mai 1938 à Turin) est un musicologue italien. Il est l'auteur d'un catalogue des sonates pour clavier de Domenico Scarlatti publié en 1967.

## Biographie
Giorgio Pestelli apprend la musique d'abord avec son grand-oncle, le compositeur Luigi Perrachio (1883–1966) et le piano au Conservatoire de Turin, avec Lodovico Lessona (élève de Arturo Benedetti Michelangeli). Il obtient son diplôme en 1961. Il poursuit à l'Université de Turin (1964). Il est ensuite conférencier en 1969, puis nommé professeur en 1976. Il s'intéresse aux liens en musique et littérature, l'histoire de la critique et la musique des XVIIIe et XIXe siècles.
Il écrit dans Rivista italiana di musicologia de 1977 à 1985, dans Nuova rivista musicale italiana (dès 1990) et Il saggiatore musicale et il est critique musical pour La Stampa (1964–1988). Il exerce la fonction de directeur artistique des chœurs et de l'orchestre de la RAI de Turin, de 1982 à 1985.
Son édition 1967 des 555 sonates pour clavier de Domenico Scarlatti prétend corriger certains anachronismes et fournit un système de numérotation alternatif (qui se distingue par numéros P) à ceux d’Alessandro Longo ( numéros L ) et de Ralph Kirkpatrick (numéros K ou Kk),,.
Pestelli publie également deux volumes des sonates de Giovanni Benedetto Platti (1978, 1986) et travaille à l'édition Verdi pour l'University of Chicago Press et Ricordi.
Il est l'auteur de plusieurs livres, notamment L'età di Mozart e di Beethoven (1979, 1991), Canti del destino,  Studi su Brahms (2000, Viareggio Price, 2001) et Gli Immortali. Come comporre una discoteca di musica classica (2004).